# Diócesis de Forlì-Bertinoro
La diócesis de Forlì-Bertinoro (en latín: Dioecesis Foroliviensis-Brittinoriensis y en italiano: Diocesi di Forlì-Bertinoro) es una circunscripción eclesiástica de la Iglesia católica en Italia. Se trata de una diócesis latina, sufragánea de la arquidiócesis de Ravena-Cervia. Desde el 23 de enero de 2018 su obispo es Livio Corazza.

## Territorio y organización

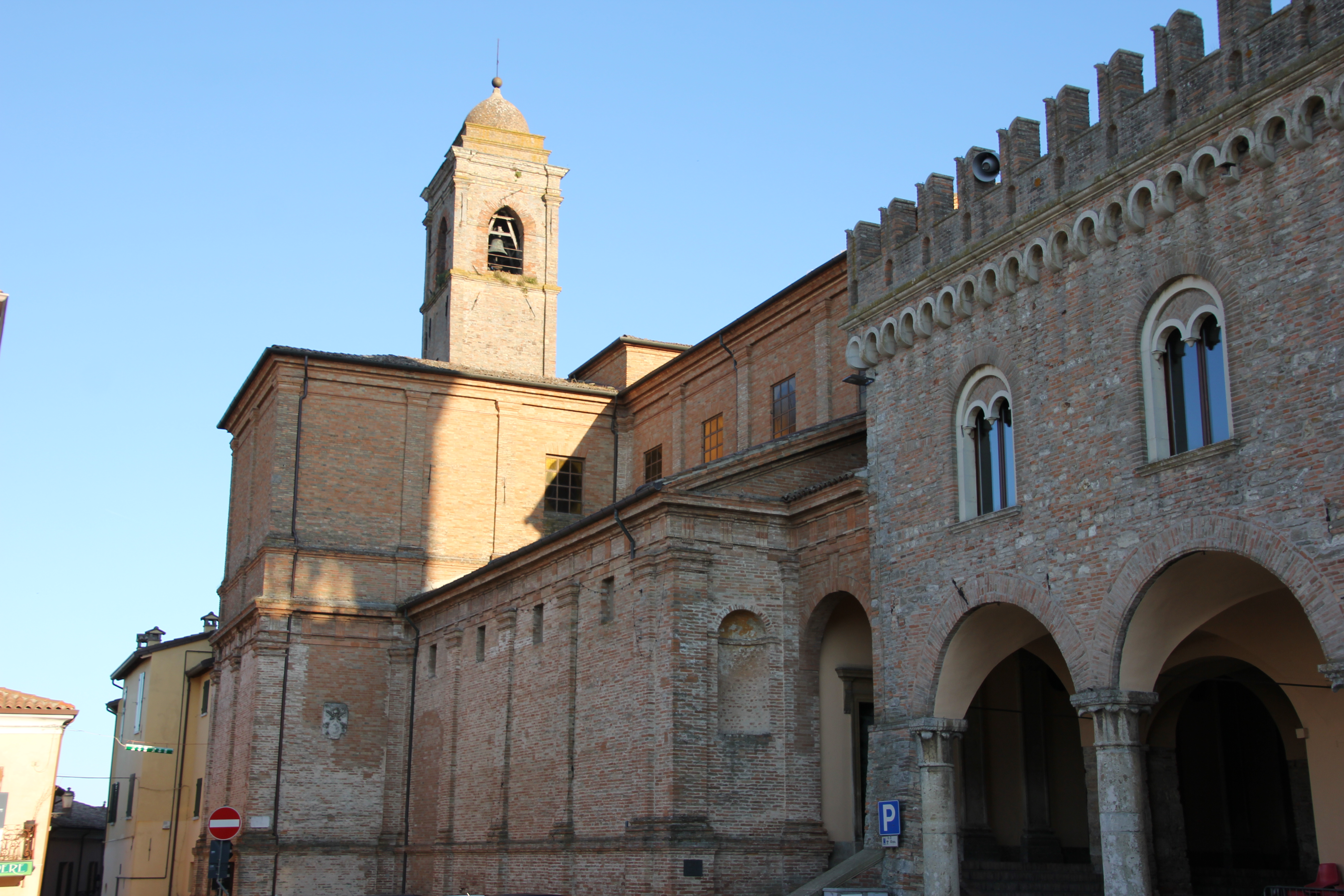
Concatedral de Santa Catalina, en Bertinoro

La diócesis tiene 1182 km² y extiende su jurisdicción sobre los fieles católicos de rito latino residentes en parte de la región de Emilia-Romaña, comprendiendo en: 
- la provincia de Forlì-Cesena las comunas de: Bertinoro, Castrocaro Terme e Terra del Sole, Cesena (solo las fracciones de Lizzano, Massa, Monticino, Provezza y Tessello), Civitella di Romagna, Dovadola, Forlì, Forlimpopoli, Galeata, Meldola, Portico e San Benedetto, Predappio, Premilcuore, Rocca San Casciano y Santa Sofia;
- la provincia de Ravena las fracciones de Coccolia, Ducenta, Durazzano, Filetto, Longana, Roncalceci, San Pietro in Trento y San Pietro in Vincoli en la comuna de Ravena; y las fracciones de Chiesuola y de San Pancrazio en la comuna de Russi.[1]

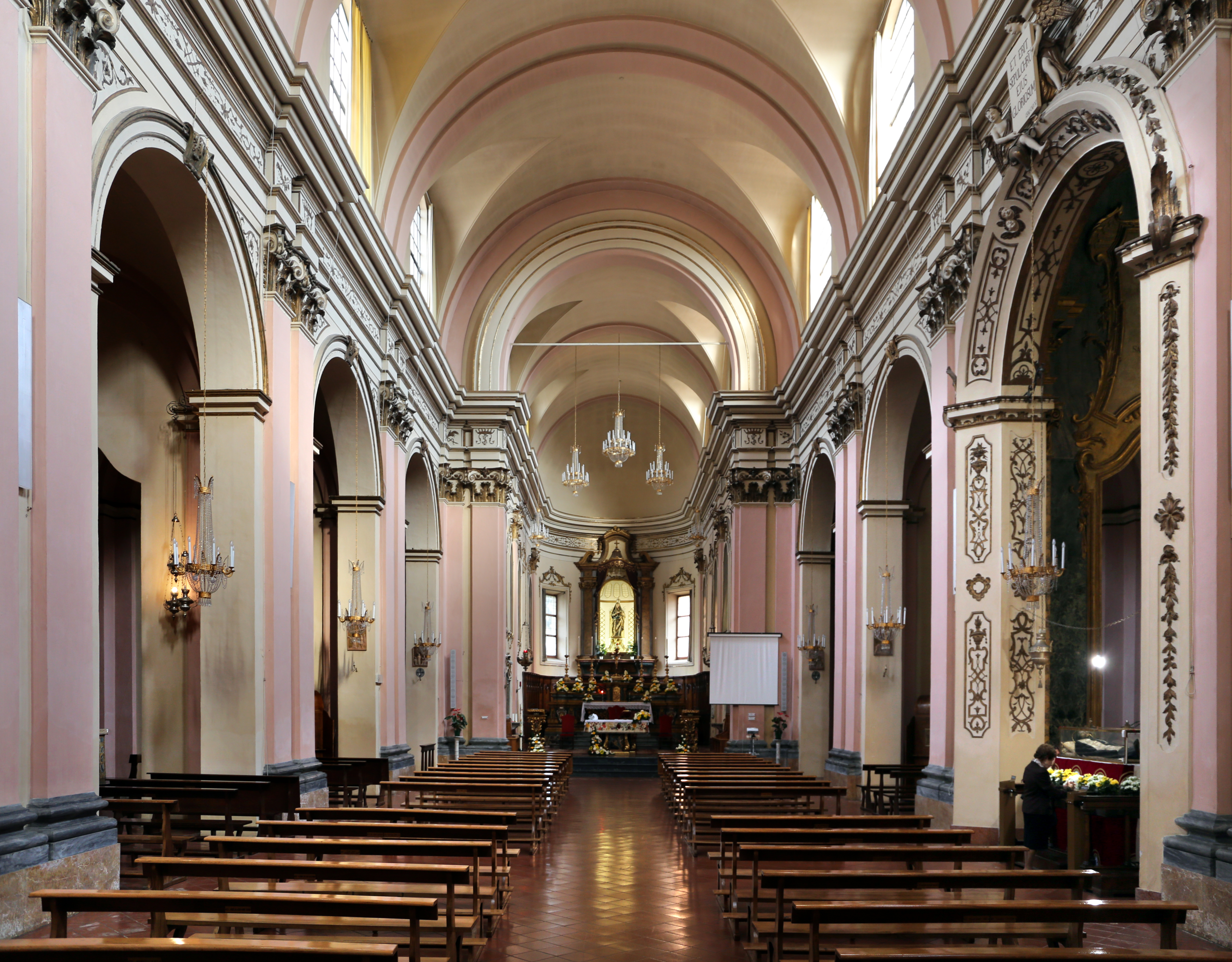
Basílica de San Pellegrino Laziosi, en Forlì

La sede de la diócesis se encuentra en la ciudad de Forlì, en donde se halla la Catedral de Santa Cruz, la basílica de San Pellegrino Laziosi y la basílica abadía de San Mercuriale. En Bertinoro se halla la Concatedral de Santa Catalina y en Forlimpopoli la basílica de San Rufillo.

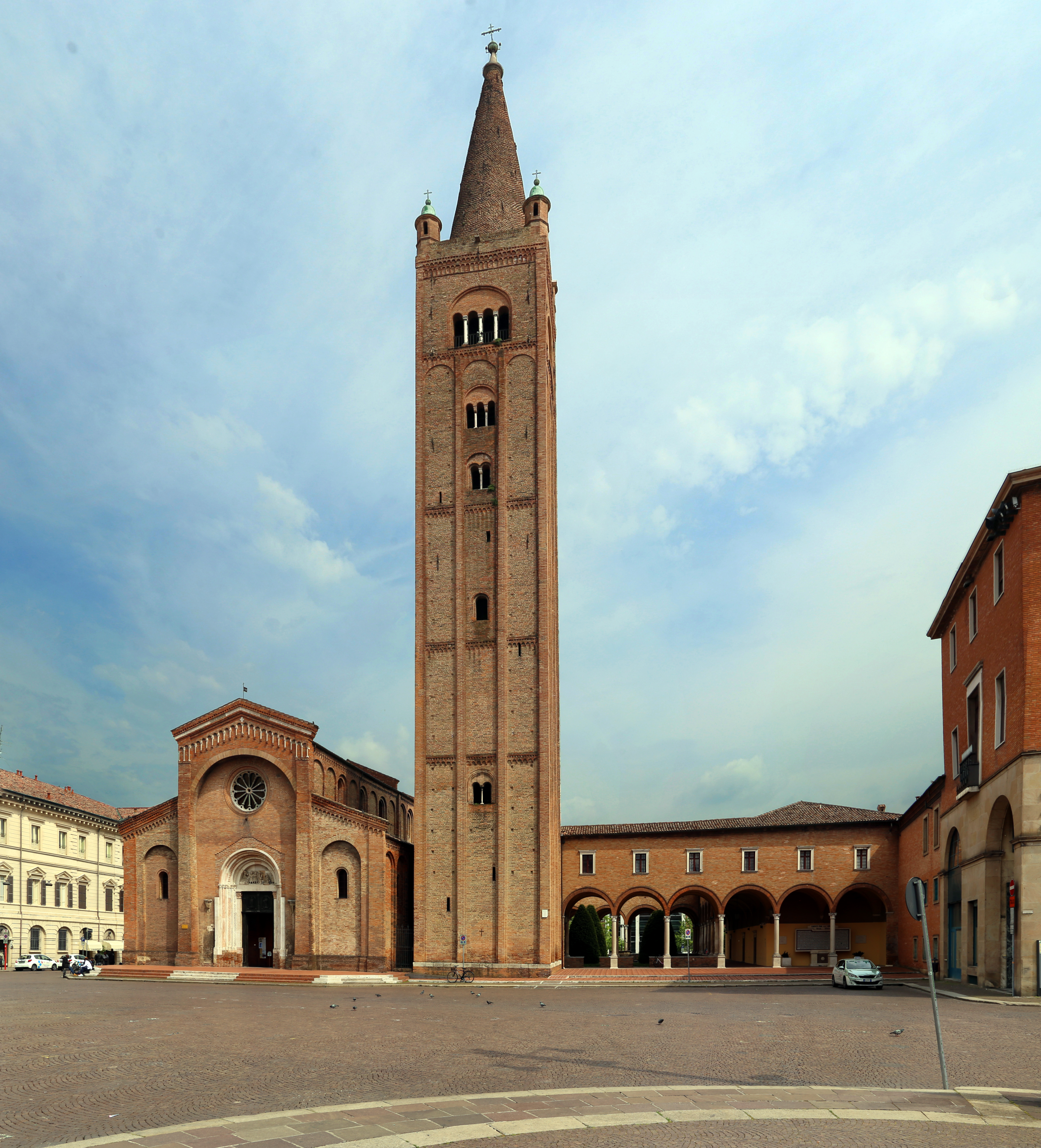
Basílica abadía de San Mercuriale, en Forlì

En 2021 en la diócesis existían 128 parroquias agrupadas en 10 vicariatos: Forlì centro storico, Forlì est, Forlì sud, Forlì sud-ovest, Forlì ovest, Forlì nord-ravennate, Bertinoro-Forlimpopoli, Valle del Bidente y Val di Rabbi e Acquacheta.

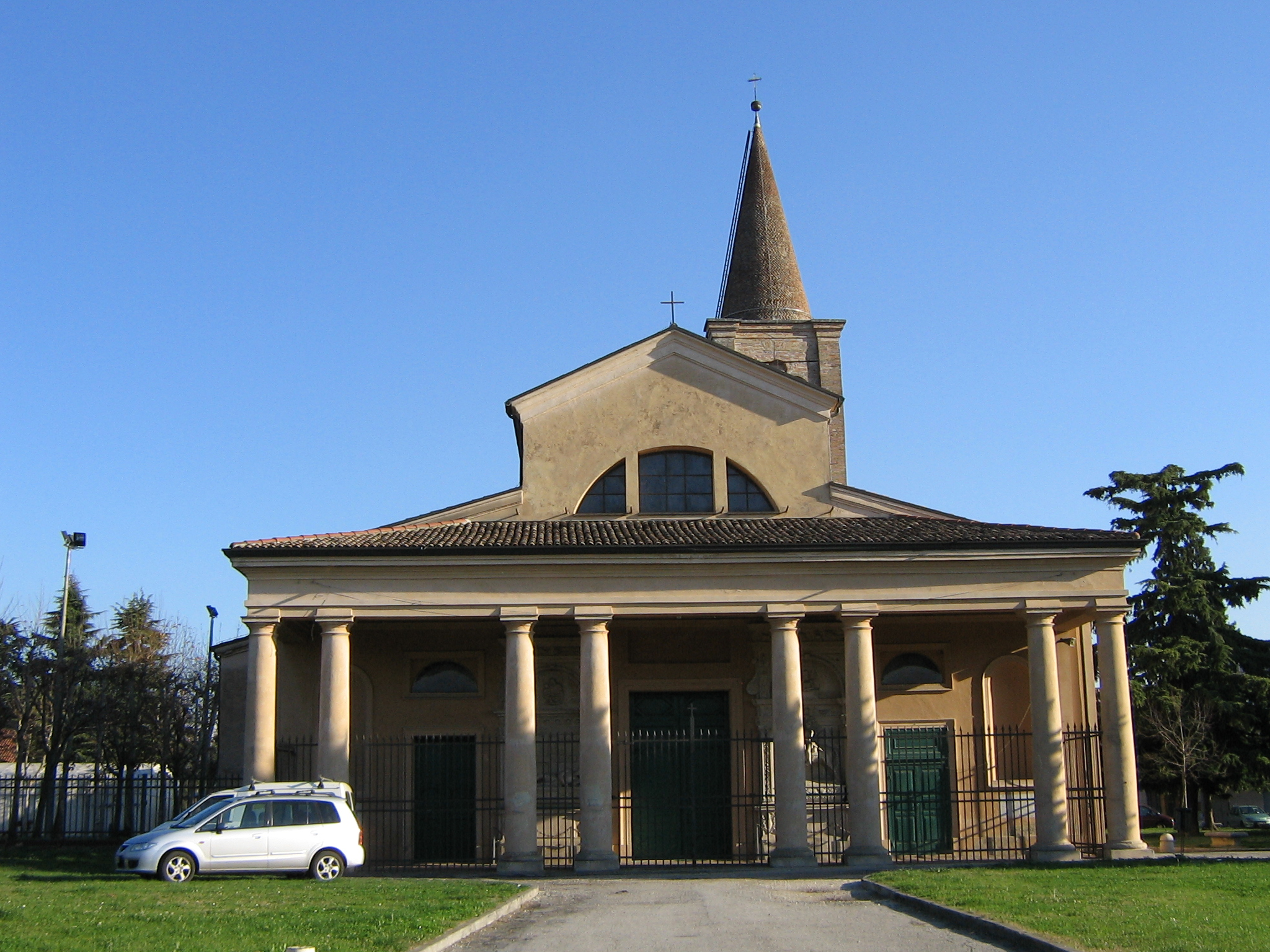
Basílica de San Rufillo, en Forlimpopoli

## Historia

### Forlì
La diócesis de Forlì se remonta a la antigüedad. Tradicionalmente se fija su nacimiento en el siglo II y se le conoce como protoobispo a san Mercuriale, cuya crítica histórica moderna lo sitúa alrededor del siglo IV. Aunque la tradición y los historiadores locales han enumerado una larga serie de obispos en los primeros siglos, el primer prelado de Forlì históricamente documentado y seguro es Crescente, que vivió a mediados del siglo VII. Desde sus inicios, la diócesis de Forlì fue sufragánea de la arquidiócesis de Ravena.
La primera catedral episcopal se construyó extramuros, como en casi todas las ciudades de Romaña. La iglesia parroquial de San Esteban siguió siendo catedral hasta el año 720, año en el que la sede episcopal fue trasladada a la Santa Cruz. En la Edad Media el cabildo catedralicio tenía el derecho de elegir al obispo, pero, con la Edad Moderna, esta prerrogativa se perdió. También en 1433, el cabildo catedralicio, de acuerdo con los principales ciudadanos, quiso decidir sobre la elección del obispo Guglielmo Bevilacqua, en contraposición, sin embargo, a la voluntad del papa Eugenio IV.
En 1428 un incendio destruyó completamente una escuela de Forlì, dejando intacta sólo una efigie de papel de la Virgen, que desde entonces es venerada por los habitantes de Forlì con el título de Virgen del Fuego. En el mismo siglo, se registró en Forlì otro hecho milagroso relativo a otra imagen mariana que, golpeada por un puñal, arrojaba sangre de la herida, dando lugar a la devoción a la Virgen de la herida.
A mediados del siglo XVII, el obispo Giacomo Teodolo fundó el seminario episcopal de Forlì.
El 7 de julio de 1850 cedió una porción de su territorio para la erección de la diócesis de Modigliana (hoy diócesis de Faenza-Modigliana) mediante la bula Ea quo licet del papa Pío IX.
El 7 de octubre de 1972, mediante el decreto Quo aptius de la Congregación para los Obispos, la diócesis amplió su territorio en detrimento de la diócesis de Modigliana. A la sede de Forlì fueron anexados las comunas de Castrocaro Terme y Terra del Sole, Dovadola, Portico di Romagna, Rocca San Casciano, San Benedetto en Alpe, el vicariato de Premilcuore-Fantella, las parroquias de Santa María en Cuzzano y San Biagio en Sarturano, tanto en la comuna de Tredozio, en la parroquia de San Pietro in Senzano como en parte del territorio de la parroquia de Santa Maria en Limisano, en la comuna de Modigliana.
El 7 de octubre de 1975, con otro decreto llamado Quo aptius, las parroquias del Valle de Bidente en las comunas de Galeata, Santa Sofía y Bagno di Romagna fueron también añadidas a la diócesis de Forlì, hasta entonces incluida en la diócesis de Sansepolcro (hoy diócesis de Arezzo-Cortona-Sansepolcro).
En el momento de la unión definitiva con la diócesis de Bertinoro (1986), Forlì incluía 86 parroquias en las comunas de Forlì (46), Bagno di Romagna (1), Castrocaro Terme y Terra del Sole (5), Dovadola (2), Galeata (4), Meldola (3), Pórtico y San Benedetto (3), Predappio (3), Premilcuore (2), Rocca San Casciano (2), Santa Sofia (4), Rávena (8) y Russi (3).

### Forlimpopoli-Bertinoro
La diócesis de Forlimpopoli probablemente fue erigida en el siglo V y era sufragánea de la arquidiócesis de Ravena. Los orígenes de la diócesis de Forum Popili están ligados al culto al patrono san Rufillo, considerado unánimemente protoobispo de la ciudad durante el siglo V.
En la reconstrucción histórica de la cronología de los obispos, a lo largo de los siglos se han añadido a la lista muchos nombres espurios, que sólo han sido modificados desde los estudios de Lanzoni. De la cronología tradicional, relatada por Cappelletti, según un reciente estudio de Franco Zaghini, deberían eliminarse los obispos Grato, Sabino, Asello, Fortunato, Mailoco, Stefano, Magno, Anfriso y Agilulfo.
Los acontecimientos de la diócesis estuvieron estrechamente ligados a los de la ciudad, envuelta en diversos enfrentamientos, a partir de las invasiones bizantinas y lombardas del siglo VII y la invasión de Federico I Barbarroja en el siglo XII.
En 1360 Forlimpopoli fue destruida por el cardenal Gil Álvarez Carrillo de Albornoz, y la sede de la diócesis se trasladó a Bertinoro. El primer obispo de Bertinoro fue el francés Roberto Boysssel, obispo de Forlimpopoli desde 1359. Al asumir el título de la nueva diócesis heredó para sí y sus sucesores los derechos sobre la diócesis de Forlimpopoli.
El título de iglesia principal de la nueva diócesis fue asignado a un pequeño edificio sacro situado en la plaza central de la localidad, contiguo al ayuntamiento. La pequeña iglesia, dedicada a santa Catalina de Alejandría, tuvo que ser ampliada. Las obras tuvieron lugar en el siglo XV. En 1393 las crónicas registraron un hecho portentoso: una cruz azul apareció sobre la pila bautismal durante once días ante todo el pueblo. Desde la Alta Edad Media la única fuente de la localidad estaba situada en la iglesia parroquial de Santa María, situada en el monte Cesubeo, no lejos de la fortaleza.
En la segunda mitad del siglo XVI, el obispo Giovanni Andrea Caligari reconstruyó la catedral de Bertinoro y abandonó su ubicación original en Borgo Carnevali para instalarse en la fortaleza, donada por el papa Clemente VIII. La pila bautismal fue trasladada a la nueva catedral.
Durante el dominio napoleónico, en 1803 se estipuló un concordato entre la Santa Sede y la República Italiana que preveía la supresión de la diócesis de Bertinoro junto con la de Sarsina, «a condición de que las respectivas diócesis se reunieran de común acuerdo con otras diócesis vecinas». diócesis». En realidad, sin embargo, esta decisión nunca fue ratificada por una disposición canónica pontificia, y el obispo Giacomo Boschi pudo permanecer en su sede hasta 1807, cuando fue trasladado a Carpi. Siguieron varios años de sede vacante, durante los cuales la administración de la diócesis fue confiada al arzobispo de Ravena, en su calidad de metropolitano. En 1817 se nombró un nuevo obispo de Bertinoro, el capuchino Federico Bencivenni, pero como muchos de los bienes eclesiásticos habían sido vendidos, se encontró en una situación económica miserable.
El 28 de agosto de 1824, mediante la bula Dominici gregis del papa León XII, la sede de Bertinoro se unió a la de Sarsina. La unión con Sarsina, problemática sobre todo por la dificultad de comunicación entre las dos sedes, fue revocada hacia 1872, cuando la diócesis de Sarsina volvió a tener su propio obispo.
El 7 de julio de 1850 cedió una porción de su territorio para la erección de la diócesis de Modigliana (hoy diócesis de Faenza-Modigliana) mediante la bula Ea quo licet del papa Pío IX.
En el momento de la unión definitiva con la diócesis de Forlì, Bertinoro incluía 41 parroquias en las comunas de Bertinoro (8), Cesena (5), Civitella di Romagna (4), Forlì (6), Forlimpopoli (5), Meldola (5), Predappio (7) y Santa Sofía (1).

### Sedes unidas
El 9 de junio de 1976, Giovanni Proni, obispo de Bertinoro y coadjutor de Paolo Babini en Forlì, sucedió a Babini en la sede de Forlì, uniendo así in persona episcopi las dos diócesis.
El 30 de septiembre de 1986, mediante el decreto Instantibus votis de la Congregación para los Obispos, se estableció la unión plena de las dos diócesis y el nuevo distrito eclesiástico tomó su nombre actual.

## Estadísticas
Según el Anuario Pontificio 2022 la diócesis tenía a fines de 2021 un total de 175 700 fieles bautizados.
| Año                                                                             | Población | Población | Población      | Sacerdotes | Sacerdotes | Sacerdotes | Católicos por sacerdote | Diáconos permanentes | Religiosos | Religiosos | Parroquias y cuasiparroquias |
| Año                                                                             | Católicos | Total     | % de católicos | Total      | Diocesanos | Regulares  | Católicos por sacerdote | Diáconos permanentes | Masculinos | Femeninos  | Parroquias y cuasiparroquias |
| ------------------------------------------------------------------------------- | --------- | --------- | -------------- | ---------- | ---------- | ---------- | ----------------------- | -------------------- | ---------- | ---------- | ---------------------------- |
| Diócesis de Forlì                                                               |           |           |                |            |            |            |                         |                      |            |            |                              |
| 1950                                                                            | 80 115    | 80 350    | 99.7           | 129        | 103        | 26         | 621                     |                      | 55         | 293        | 62                           |
| 1970                                                                            | 121 666   | 122 022   | 99.7           | 123        | 92         | 31         | 989                     |                      | 39         | 320        | 67                           |
| 1980                                                                            | 143 700   | 144 500   | 99.4           | 153        | 128        | 25         | 939                     |                      | 32         | 317        | 140                          |
| Diócesis de Bertinoro                                                           |           |           |                |            |            |            |                         |                      |            |            |                              |
| 1950                                                                            | 43 000    | 43 000    | 100.0          | 93         | 89         | 4          | 462                     |                      | -          | 60         | 64                           |
| 1959                                                                            | 40 000    | 40 000    | 100.0          | 88         | 83         | 5          | 454                     |                      | 5          | 87         | 64                           |
| 1969                                                                            | 38 444    | 38 542    | 99.7           | 74         | 71         | 3          | 519                     |                      | 6          | 99         | 62                           |
| 1980                                                                            | 37 650    | 37 900    | 99.3           | 64         | 60         | 4          | 588                     |                      | 9          | 80         | 65                           |
| Diócesis de Forlì-Bertinoro                                                     |           |           |                |            |            |            |                         |                      |            |            |                              |
| 1990                                                                            | 171 812   | 173 374   | 99.1           | 195        | 165        | 30         | 881                     |                      | 41         | 307        | 127                          |
| 1999                                                                            | 169 369   | 171 603   | 98.7           | 171        | 141        | 30         | 990                     | 5                    | 36         | 222        | 128                          |
| 2000                                                                            | 168 282   | 170 645   | 98.6           | 162        | 136        | 26         | 1038                    | 5                    | 32         | 217        | 128                          |
| 2001                                                                            | 170 035   | 172 570   | 98.5           | 164        | 135        | 29         | 1036                    | 6                    | 34         | 224        | 128                          |
| 2002                                                                            | 171 357   | 174 134   | 98.4           | 162        | 134        | 28         | 1057                    | 6                    | 34         | 217        | 128                          |
| 2003                                                                            | 172 829   | 175 779   | 98.3           | 156        | 126        | 30         | 1107                    | 8                    | 34         | 209        | 128                          |
| 2004                                                                            | 171 142   | 175 769   | 97.4           | 150        | 122        | 28         | 1140                    | 8                    | 33         | 202        | 128                          |
| 2006                                                                            | 169 700   | 177 425   | 95.6           | 146        | 119        | 27         | 1162                    | 8                    | 30         | 205        | 128                          |
| 2013                                                                            | 177 000   | 188 500   | 93.9           | 132        | 106        | 26         | 1340                    | 9                    | 31         | 169        | 128                          |
| 2016                                                                            | 178 000   | 189 400   | 94.0           | 112        | 93         | 19         | 1589                    | 11                   | 24         | 151        | 128                          |
| 2019                                                                            | 176 200   | 188 200   | 93.6           | 108        | 92         | 16         | 1631                    | 12                   | 20         | 132        | 128                          |
| 2021                                                                            | 175 700   | 187 700   | 93.6           | 104        | 90         | 14         | 1689                    | 14                   | 17         | 130        | 128                          |
| Fuente: Catholic-Hierarchy, que a su vez toma los datos del Anuario Pontificio. |           |           |                |            |            |            |                         |                      |            |            |                              |

## Episcopologio

### Obispos de Forlì
- San Mercuriale I † (siglo IV)
- Teodoro † (mencionado en 452)[nota 2]
- Crescente † (mencionado en 649)
- Vincenzo † (mencionado en 680)
- Apollinare † (antes de 858-después del 861)
- Bartolomeo † (mencionado en 887)[13]
- Ruggero † (mencionado en 910?)
- Paolo † (mencionado en 939)
- Uberto † (mencionado en 962)
- Rainero † (siglo X)
- Teodorico † (siglo X)
- Ottone † (siglo X)[nota 3]
- Fausto Anderlini † (mencionado en 1001)
- Rodolfo I † (mencionado en 1016)
- Giovanni I † (mencionado en 1072)
- Pietro † (mencionado en 1118)
- Drudo † (mencionado en 1149)
- Alessandro † (antes de 1160-después de enero de 1189)
- Giovanni II † (antes de 1192-después de 1204)
- Alberto I † (antes de 1206-después de 1220)[nota 4]
- Ricciardello Belmonti † (1225-?)
- Alberto II † (1232-?)
- Enrico I † (1237-?)
- Gerolamo † (1250-1253)
- Richelmo † (1253-1270 falleció)
- Rodolfo II † (1270-1280 falleció)
- Enrico II † (1280-1285)
- Rinaldo † (1285-1302)
- Taddeo o Teodoro II † (1302-1303)
- Peppo Ordelaffi † (1303-1303)[nota 5]
- Rodolfo de' Piatesi † (1303-1318? falleció)
- Tommaso Bettino de' Piatesi † (24 de septiembre de 1318-1342? falleció)
- Giovanni III † (8 de julio de 1342-15 de julio de 1348 nombrado obispo de Viterbo)
- Aimerico d'Autun † (2 de marzo de 1349-20 de enero de 1351 nombrado obispo de Bosa)
- Bartolomeo da Sanzetto, O.F.M. † (20 de mayo de 1351-? falleció)
- Artaud de Mélan † (14 de julio de 1372-abril o junio de 1379 nombrado obispo de Grasse)
- Paolo da San Rufello † (16 de julio de 1379-1384 falleció)
- Simone Pagani † (1384-23 de enero de 1391 falleció)
- Scarpetta Ordelaffi † (1 de marzo de 1391-1 de octubre de 1401 falleció)
- Giovanni Numai † (21 de noviembre de 1401 o 1402-10 de octubre de 1411 falleció)
  - Matteo Fiorilli † (26 de julio de 1412-1413) (obispo electo)
- Alberto Buoncristiani, O.S.M. † (5 de abril de 1413-27 de abril de 1418 nombrado obispo de Comacchio)
- Giovanni Strata (o Giovanni Strada) † (27 de abril de 1418-1427 falleció)
- Giovanni Caffarelli[nota 6] † (28 de abril de 1427-18 de febrero de 1437 nombrado obispo de Ancona)
  - Guglielmo Bevilacqua, O.F.M. † (27 de diciembre de 1433-1437) (antiobispo)
- Luigi Pirano † (18 de febrero de 1437-1446 renunció)
- Mariano Farinata † (4 de noviembre de 1446-27 de octubre de 1449 nombrado obispo de Sarsina)
- Daniele d'Alunno, C.R.S.A. † (27 de octubre de 1449-1463 falleció)
- Giacomo Paladini † (11 de diciembre de 1463-1470 falleció)
- Alessandro Numai † (9 de mayo de 1470-antes de agosto de 1485 falleció)
- Tommaso Asti, o dall'Aste, † (3 de septiembre de 1485-1512 falleció)[nota 7]
- Pietro Griffo † (31 de octubre de 1512-1516 falleció)
- Bernardo Michelozzi † (15 de noviembre de 1516-1519 falleció)
- Leonardo de' Medici † (14 de marzo de 1519-1526 renunció)
  - Niccolò Ridolfi † (16 de abril de 1526-7 de agosto de 1528 renunció) (administrador apostólico)
- Bernardo Antonio de' Medici † (7 de agosto de 1528-23 de octubre de 1551 nombrado obispo de Cassano all'Jonio)
- Pietro Giovanni Aliotti † (23 de octubre de 1551-1562 o 1563 falleció)
- Antonio Giannotti da Montagnana † (30 de enero de 1563-11 de agosto de 1578 nombrado obispo de Urbino)
- Marcantonio del Giglio † (11 de agosto de 1578-21 de agosto de 1580 falleció)
- Giovan Francesco Mazza de' Canobbi † (5 de septiembre de 1580-1586 renunció)
- Fulvio Teofili † (7 de enero de 1587-1594 falleció)
- Alessandro Franceschi, O.P. † (4 de mayo de 1594-1599 renunció)
- Corrado Tartarini † (1 de septiembre de 1599-febrero de 1602 falleció)
- Cesare Bartolelli (o Bartorelli) † (20 de noviembre de 1602-9 de enero de 1635 falleció)
- Giacomo Teodolo (o Theodoli) † (7 de mayo de 1635-antes de noviembre de 1665 renunció)
- Claudio Ciccolini † (7 de junio de 1666-29 de abril de 1688 falleció)[14]
- Giovanni Rasponi † (28 de febrero de 1689-31 de agosto de 1714 falleció)
- Tommaso Luigi Silvio Torelli † (19 de noviembre de 1714-24 de abril de 1760 falleció)
- Francesco Piazza † (15 de diciembre de 1760-12 de febrero de 1769 falleció)
- Nicola Bizzarri † (20 de noviembre de 1769-13 de julio de 1776 renunció)
- Giuseppe Vignoli † (15 de julio de 1776-2 de abril de 1782 falleció)
- Mercuriale Prati, O.S.B. † (25 de junio de 1784-20 de octubre de 1806 falleció)[15]
- Andrea Bratti † (18 de septiembre de 1807-11 de noviembre de 1835 falleció)
- Stanislao Vincenzo Tomba, B. † (1 de febrero de 1836-21 de abril de 1845 nombrado arzobispo de Camerino)
- Gaetano Carletti † (21 de abril de 1845-28 de septiembre de 1849 nombrado obispo de Rieti)
  - Sede vacante (1849-1852)
- Antonio Magrini † (18 de marzo de 1852-29 de septiembre de 1852 falleció)
- Mariano Falcinelli Antoniacci, O.S.B. † (7 de marzo de 1853-21 de diciembre de 1857 renunció[nota 8])
- Pietro Paolo Trucchi, C.M. † (21 de diciembre de 1857-21 de enero de 1887 falleció)
- Domenico Svampa † (23 de mayo de 1887-21 de mayo de 1894 nombrado arzobispo de Bolonia)
- Raimondo Jaffei † (18 de marzo de 1895-22 de agosto de 1932 falleció)
- Giuseppe Rolla † (25 de noviembre de 1932-2 de agosto de 1950 falleció)
- Paolo Babini † (21 de octubre de 1950-9 de junio de 1976 retirado)
- Giovanni Proni † (9 de junio de 1976 por sucesión-30 de septiembre de 1986 nombrado obispo de Forlì-Bertinoro)

### Obispos de Forlimpopoli
- San Rufillo † (siglo V)
- Stefano † (mencionado en 649)
- Magno † (mencionado en 680)
- Giovanni I † (mencionado en 731)
- Anscauso † (mencionado en 755)
- Giovanni II † (antes de 858-después del 861)
- Arnaldo † (antes de 955-después de 967)
- Sergio † (mencionado en 983)
- Giumegisto o Guinigiso † (siglo X)
- Teuperto † (antes de 998-después de 1014)
- Onesto † (mencionado en 1035)
- Pietro † (antes de 1053-después de 1077)
- Guido † (mencionado en 1119/1120)
- Ansarico o Ausarico † (mencionado en 1152)
- Enrico † (mencionado en 1165)
- Gregorio † (mencionado en 1177)
- Lanfranco o Lanfredo † (antes de noviembre de 1179-después de 1182)[nota 9]
- Guardo o Gualfo † (antes de 1195-1213 falleció)
- Ubertello † (1214-marzo de 1223 falleció)
- Egidio † (1224-después de 1241)
- Giovanni III † (antes de 1251-circa 1262 falleció)[nota 10]
- Aimerico † (8 de febrero de 1262-marzo de 1270 falleció)
- Ravaldino † (antes de septiembre de 1270-1285 falleció)
- Taddeo † (26 de agosto de 1285-1303 falleció)[nota 11]
- Pietro I, O.F.M. † (antes del 31 de mayo de 1304]][nota 12]-circa 1314 falleció)
- Pietro II Lancetti, O.S.B. † (circa 1314-15 de febrero de 1321 falleció)
- Ubaldo Gabrielli, O.S.B. † (30 de abril de 1321-6 de junio de 1323 nombrado obispo de Treviso)
- Ugolino, O.P. † (6 de junio de 1323-1359 falleció)
- Roberto Boiselli (Boysel o Boyssel), O.F.M. † (15 de noviembre de 1359-1360 transferido a Bertinoro)[nota 13]

### Obispos de Bertinoro
- Roberto Boiselli (Boysel o Boyssel), O.F.M. † (1360-1365 renunció)
- Roberto di Brettavilla (Robert de Bretteville), O.E.S.A. † (5 de septiembre de 1365-1377 falleció)[nota 14]
- Tebaldo † (1378-1395 falleció)
- Ursillo d'Afflitto † (15 de noviembre de 1395-15 de diciembre de 1404 nombrado obispo de Monopoli)
- Marco da Teramo † (15 de diciembre de 1404-29 de diciembre de 1418 nombrado obispo de Sarno)
- Marco da Verona, O.S.M. † (29 de diciembre de 1418-1426? falleció)
- Ventura degli Abati † (13 de abril de 1429-1477 falleció)
- Giuliano Maffei, O.F.M. † (24 de enero de 1477-18 de abril de 1505 nombrado arzobispo de Ragusa)
- Giovanni Ruffo de Theodoli † (18 de abril de 1505-6 de noviembre de 1511 nombrado arzobispo de Cosenza)
- Angelo Petrucci † (28 de enero de 1512-1514 falleció)
  - Raffaele Petrucci † (14 de marzo de 1519-14 de marzo de 1520 renunció) (administrador apostólico)
- Pietro Petrucci † (14 de marzo de 1520-1537 falleció)
- Benedetto Conversini † (15 de octubre de 1537-30 de julio de 1540 nombrado obispo de Jesi)
- Girolamo Verallo † (20 de agosto de 1540-14 de noviembre de 1541 nombrado obispo de Caserta)
- Cornelio Musso, O.F.M.Conv. † (14 de noviembre de 1541-27 de octubre de 1544 nombrado obispo de Bitonto)
- Tommaso Caselli, O.P. † (27 de octubre de 1544-7 de mayo de 1548 nombrado obispo de Oppido Mamertina)
- Lodovico Vanino de Theodoli, C.R.S.A. † (7 de mayo de 1548-10 de enero de 1563 falleció)
- Egidio Falcetta † (30 de enero de 1563-1 de julio de 1564 falleció)
- Agostino Folignatti † (28 de julio de 1564-octubre de 1579 falleció)
- Giovanni Andrea Caligari † (14 de octubre de 1579-19 de enero de 1613 falleció)
  - Bartolomeo Ugolini † (1613-? falleció) (obispo electo)
- Innocenzo Massimo † (20 de mayo de 1613-1 de julio de 1624 nombrado obispo de Catania)
- Giovanni della Robbia, O.P. † (29 de julio de 1624-25 de octubre de 1641 falleció)
- Isidoro della Robbia, O.S.B. † (10 de marzo de 1642- de noviembre de 1656 falleció)
  - Sede vacante (1656-1659)
- Ottaviano Prati † (21 de abril de 1659-agosto de 1659 falleció)
- Guido Bentivoglio, C.R. † (16 de febrero de 1660-1 de febrero de 1676 falleció)
- Vincenzo Gaballi † (23 de marzo de 1676-junio de 1701 falleció)
- Giovanni Battista Missiroli † (8 de agosto de 1701-26 de enero de 1734 falleció)
- Gaetano Galvani (Calvani) † (24 de marzo de 1734-19 de septiembre de 1747 renunció)
- Francesco Maria Colombani da Forlì † (20 de noviembre de 1747-27 de marzo de 1788 falleció)
- Giacomo Boschi † (15 de septiembre de 1788-18 de septiembre de 1807 nombrado obispo de Carpi)
  - Sede suprimida (1807-1817)
- Federico Bencivenni, O.F.M.Cap. † (14 de abril de 1817-19 de noviembre de 1829 falleció)
- Giambattista Guerra † (15 de marzo de 1830-4 de julio de 1857 falleció)
- Pietro Buffetti † (3 de agosto de 1857-12 de enero de 1874 falleció)
- Camillo Ruggeri † (4 de mayo de 1874-3 de julio de 1882 nombrado obispo de Fano)
- Lodovico Leonardi † (3 de julio de 1882-junio de 1898 falleció)
- Federico Polloni † (28 de noviembre de 1898-12 de marzo de 1924 falleció)
- Antonio Scarante † (18 de diciembre de 1924-30 de junio de 1930 nombrado obispo de Faenza)
- Francesco Gardini † (9 de mayo de 1931-31 de enero de 1950 falleció)
- Mario Bondini † (16 de marzo de 1950-28 de enero de 1959 falleció)
- Giuseppe Bonacini † (16 de mayo de 1959-14 de noviembre de 1969 falleció)
- Giovanni Proni † (10 de marzo de 1970-30 de septiembre de 1986 nombrado obispo de Forlì-Bertinoro)

### Obispos de Forlì-Bertinoro
- Giovanni Proni † (30 de septiembre de 1986-9 de abril de 1988 retirado)
- Vincenzo Zarri (9 de abril de 1988-12 de noviembre de 2005 retirado)
- Lino Pizzi (12 de noviembre de 2005-23 de enero de 2018 retirado)
- Livio Corazza, desde el 23 de enero de 2018